# Divizia A1 w piłce siatkowej mężczyzn (2020/2021)
Divizia A1 w piłce siatkowej mężczyzn 2020/2021 − 72. sezon mistrzostw Rumunii w piłce siatkowej zorganizowany przez Rumuński Związek Piłki Siatkowej (Federației Române de Volei, FRVolei). Zainaugurowany został 5 listopada 2020 roku.
Divizia A1 w sezonie 2020/2021 składała się z 11 drużyn. Przed początkiem sezonu ze względu na problemy finansowe z rozgrywek wycofały się ACS Volei Municipal Zalău oraz CSM Câmpia Turzii, natomiast męska sekcja SCM Gloria Buzău została rozwiązana. Do najwyższej klasy rozgrywkowej dołączyły cztery zespoły: CSS CNE LAPI Dej–SCM Zalău, CSU Brașov, CSU Știința București oraz Steaua Bukareszt.
Rozgrywki składały się z fazy zasadniczej oraz drugiej fazy, w której drużyny rywalizowały w trzech grupach.
Po raz trzeci mistrzem Rumunii został klub CSM Arcada Galați, drugie miejsce zajął CSS CNE LAPI Dej–SCM Zalău, natomiast trzecie – SCMU Craiova. Do niższej ligi spadł klub CSU Brașov.
W sezonie 2020/2021 w eliminacjach do Ligi Mistrzów Rumunię reprezentował CSM Arcada Galați, natomiast w Pucharze Challenge – Dinamo Bukareszt.

## System rozgrywek
Rozgrywki w rumuńskiej najwyższej klasie rozgrywkowej w sezonie 2020/2021 składają się z dwóch faz: fazy zasadniczej oraz drugiej fazy.

### Faza zasadnicza
W fazie zasadniczej 11 drużyn rozgrywa ze sobą po dwa spotkania. Ze względu na ryzyko zarażenia się wirusem SARS-CoV-2 zespoły grają w systemie turniejowym, a nie w systemie mecz u siebie i rewanż na wyjeździe.
Cztery najlepsze drużyny po fazie zasadniczej w drugiej fazie trafiają do grupy I, drużyny z miejsc 5-8 – do grupy II, natomiast drużyny z miejsc 9-11 – do grupy III.

### Druga faza
W drugiej fazie drużyny w ramach trzech grup rozgrywają między sobą po dwa spotkania. W każdej grupie odbywają się dwa turnieje. Do tabeli poszczególnych grup wliczane są spotkania rozegrane w fazie zasadniczej. Na podstawie miejsc zajętych przez drużyny w poszczególnych grupach tworzona jest klasyfikacja końcowa.
Mistrzem Rumunii zostaje zespół, który zajął 1. miejsce w grupie I. Ostatnia drużyna w grupie III spada do niższej ligi (Divizia A2).

## Drużyny uczestniczące
| | Divizia A1 2020/2021        |    |        |
| --- | --------------------------- | -- | ------ |
| ARC | CSM Arcada Galați           | 1  | el. LM |
| CRA | SCMU Craiova                | 2  |        |
| DBU | Dinamo Bukareszt            | 3  | Ch     |
| DEJ | Unirea Dej                  | 5  |        |
| U-CLU | Universitatea Cluj          | 7  |        |
| ŞTI | Știința Explorări Baia Mare | 8  |        |
| TMŞ | CS UV Timișoara             | 10 |        |
| | Awans z Divizia A2 vest     |    |        |
| BRŞ | CSU Brașov                  | 3  |        |
| ZLĂ | CSS CNE LAPI Dej–SCM Zalău  | 5  |        |
| | Awans z Divizia A2 est      |    |        |
| STE | Steaua Bukareszt            | 1  |        |
| ŞTB | CSU Știința București       | 2  |        |
| Oznaczenia: - kolumna pierwsza – skróty nazw drużyn wpisane na mapie (jeśli ta została zamieszczona), - kolumna trzecia – miejsce zajęte przez daną drużynę w poprzednim sezonie. |                             |    |        |

Uwagi:
- Po zakończeniu sezonu 2019/2020 męska sekcja SCM Gloria Buzău została rozwiązana, natomiast ACS Volei Municipal Zalău i CSM Câmpia Turzii ze względu na problemy finansowe wycofały się z rozgrywek[2][3].
- SCM Zalău uzyskał prawo gry w najwyższej klasie rozgrywkowej na mocy porozumienia zawartego z CSS CNE LAPI Dej. Wspólny zespół przyjął nazwę CSS CNE LAPI Dej–SCM Zalău[2].
- Żaden klub z Rumunii nie został zgłoszony do Pucharu CEV.

## Faza zasadnicza

### Tabela wyników
| Gospodarz \ Gość1           | ARC | CRA | DBU | DEJ | U-CLU | ŞTI | TMŞ | BRŞ | ZLĂ | STE | ŞTB |
| --------------------------- | --- | --- | --- | --- | ----- | --- | --- | --- | --- | --- | --- |
| CSM Arcada Galați           | -   | 3:1 | 3:0 | 3:0 | 3:0   | 3:0 | 3:0 | 3:0 | 3:0 | 3:0 | 3:0 |
| SCMU Craiova                | 1:3 | -   | 2:3 | 3:1 | 3:1   | 3:0 | 3:0 | 3:0 | 3:0 | 3:1 | 3:0 |
| Dinamo Bukareszt            | 3:2 | 3:1 | -   | 3:0 | 0:3   | 3:0 | 3:0 | 3:0 | 3:1 | 3:0 | 3:0 |
| Unirea Dej                  | 0:3 | 0:3 | 3:2 | -   | 3:0   | 3:1 | 3:1 | 3:0 | 0:3 | 0:3 | 3:2 |
| Universitatea Cluj          | 0:3 | 0:3 | 0:3 | 0:3 | -     | 3:0 | 3:0 | 3:0 | 0:3 | 1:3 | 3:2 |
| Știința Explorări Baia Mare | 0:3 | 0:3 | 1:3 | 1:3 | 3:1   | -   | 3:1 | 3:0 | 0:3 | 0:3 | 3:0 |
| CS UV Timișoara             | 0:3 | 0:3 | 0:3 | 0:3 | 0:3   | 0:3 | -   | 3:0 | 0:3 | 0:3 | 0:3 |
| CSU Brașov                  | 0:3 | 0:3 | 0:3 | 0:3 | 0:3   | 0:3 | 0:3 | -   | 0:3 | 0:3 | 0:3 |
| CSS CNE LAPI Dej–SCM Zalău  | 3:1 | 3:0 | 3:0 | 3:0 | 3:0   | 3:0 | 3:0 | 3:0 | -   | 2:3 | 3:0 |
| Steaua Bukareszt            | 1:3 | 3:2 | 3:1 | 3:1 | 3:0   | 3:1 | 3:0 | 3:0 | 3:0 | -   | 3:1 |
| CSU Știința București       | 0:3 | 0:3 | 0:3 | 1:3 | 2:3   | 3:0 | 3:2 | 3:0 | 0:3 | 0:3 | -   |

Źródło: FRVolei – Data Project (rum.)
1 Drużyna gospodarzy jest wymieniona po lewej stronie tabeli.
Kolory:
  zwycięstwo gospodarzy 3:0 lub 3:1
  zwycięstwo gospodarzy 3:2
  zwycięstwo gości 3:0 lub 3:1
  zwycięstwo gości 3:2

### Terminarz i wyniki spotkań
| Data                                                           | Godz. | Gospodarz                   | Rezultat                                | Gość                        |
| -------------------------------------------------------------- | ----- | --------------------------- | --------------------------------------- | --------------------------- |
| KOLEJKA I                                                      |       |                             |                                         |                             |
| Grupa 1 – Sala Sporturilor "Gheorghe Tadici", Zalău            |       |                             |                                         |                             |
| 05.11.2020                                                     | 18:00 | CSS CNE LAPI Dej–SCM Zalău  | 3:1 (26:24, 22:25, 25:17, 25:20)        | CSM Arcada Galați           |
| 06.11.2020                                                     | 17:00 | CSM Arcada Galați           | 3:0 (25:0, 25:0, 25:0)                  | Unirea Dej                  |
| 07.11.2020                                                     | 18:00 | CSS CNE LAPI Dej–SCM Zalău  | 3:0 (25:0, 25:0, 25:0)                  | Unirea Dej                  |
| Grupa 2 – Arena Romsilva Știința București, Bukareszt          |       |                             |                                         |                             |
| 06.11.2020                                                     | 17:00 | CSU Știința București       | 2:3 (16:25, 25:23, 25:22, 17:25, 11:15) | Universitatea Cluj          |
| 07.11.2020                                                     | 18:00 | Universitatea Cluj          | 3:0 (25:0, 25:0, 25:0)                  | Știința Explorări Baia Mare |
| 08.11.2020                                                     | 16:00 | CSU Știința București       | 3:0 (25:0, 25:0, 25:0)                  | Știința Explorări Baia Mare |
| Grupa 3 – Sala Sporturilor "Dumitru Popescu Colibași", Braszów |       |                             |                                         |                             |
| 07.11.2020                                                     | 17:00 | CSU Brașov                  | 0:3 (12:25, 9:25, 14:25)                | SCMU Craiova                |
| Grupa 4 – Sala "Mihai Viteazul", Bukareszt                     |       |                             |                                         |                             |
| 07.11.2020                                                     | 14:00 | Steaua Bukareszt            | 3:1 (25:22, 25:21, 23:25, 25:20)        | Dinamo Bukareszt            |
| 08.11.2020                                                     | 17:00 | Dinamo Bukareszt            | 3:0 (25:13, 25:20, 25:21)               | CS UV Timișoara             |
| 09.11.2020                                                     | 17:00 | Steaua Bukareszt            | 3:0 (25:0, 25:0, 25:0)                  | CS UV Timișoara             |
| KOLEJKA II                                                     |       |                             |                                         |                             |
| Grupa 1 – Sala Polivalentă, Krajowa                            |       |                             |                                         |                             |
| 21.11.2020                                                     | 18:00 | SCMU Craiova                | 3:0 (25:18, 39:37, 25:18)               | CSS CNE LAPI Dej–SCM Zalău  |
| 22.11.2020                                                     | 18:00 | CSS CNE LAPI Dej–SCM Zalău  | 3:0 (25:19, 25:11, 25:21)               | Universitatea Cluj          |
| 23.11.2020                                                     | 17:00 | SCMU Craiova                | 3:1 (25:15, 22:25, 25:18, 26:24)        | Universitatea Cluj          |
| Grupa 2 – Sala Sporturilor "Constantin Jude", Timișoara        |       |                             |                                         |                             |
| 23.11.2020                                                     | 12:30 | CS UV Timișoara             | 0:3 (0:25, 0:25, 0:25)                  | CSU Știința București       |
| Grupa 3 – Sala "Mihai Viteazul", Bukareszt                     |       |                             |                                         |                             |
| 21.11.2020                                                     | 17:00 | Steaua Bukareszt            | 1:3 (25:21, 21:25, 19:25, 19:25)        | CSM Arcada Galați           |
| 22.11.2020                                                     | 17:00 | CSM Arcada Galați           | 3:0 (25:13, 25:14, 25:11)               | CSU Brașov                  |
| 23.11.2020                                                     | 17:00 | Steaua Bukareszt            | 3:0 (25:9, 25:11, 25:12)                | CSU Brașov                  |
| Grupa 4 – Sala Sporturilor, Dej                                |       |                             |                                         |                             |
| 20.11.2020                                                     | 18:00 | Unirea Dej                  | 3:1 (26:24, 25:18, 17:25, 25:17)        | Știința Explorări Baia Mare |
| 21.11.2020                                                     | 18:00 | Știința Explorări Baia Mare | 1:3 (19:25, 22:25, 25:23, 15:25)        | Dinamo Bukareszt            |
| 22.11.2020                                                     | 16:00 | Unirea Dej                  | 3:2 (22:25, 25:21, 23:25, 25:20, 15:13) | Dinamo Bukareszt            |
| KOLEJKA III                                                    |       |                             |                                         |                             |
| Grupa 1 – Sala Sporturilor "Gheorghe Tadici", Zalău            |       |                             |                                         |                             |
| 28.11.2020                                                     | 18:00 | CSS CNE LAPI Dej–SCM Zalău  | 3:0 (25:12, 25:11, 25:13)               | Știința Explorări Baia Mare |
| Grupa 2 – Sala "Mihai Viteazul", Bukareszt                     |       |                             |                                         |                             |
| 28.11.2020                                                     | 17:00 | Steaua Bukareszt            | 3:2 (13:25, 23:25, 25:22, 25:22, 15:10) | SCMU Craiova                |
| 29.11.2020                                                     | 17:00 | SCMU Craiova                | 3:0 (25:15, 25:14, 25:15)               | CSU Știința București       |
| 30.11.2020                                                     | 17:00 | Steaua Bukareszt            | 3:1 (25:22, 17:25, 25:17, 25:15)        | CSU Știința București       |
| Grupa 3 – Sala "Mihai Viteazul", Braszów                       |       |                             |                                         |                             |
| 27.11.2020                                                     | 19:00 | CSU Brașov                  | 0:3 (15:25, 16:25, 16:25)               | Unirea Dej                  |
| 28.11.2020                                                     | 16:00 | Unirea Dej                  | 3:1 (23:25, 25:10, 25:17, 25:17)        | CS UV Timișoara             |
| 29.11.2020                                                     | 12:00 | CSU Brașov                  | 0:3 (19:25, 22:25, 15:25)               | CS UV Timișoara             |
| Grupa 4 – Sala Sporturilor "Dunărea", Gałacz                   |       |                             |                                         |                             |
| 27.11.2020                                                     | 15:00 | CSM Arcada Galați           | 3:0 (25:20, 25:17, 25:15)               | Dinamo Bukareszt            |
| 28.11.2020                                                     | 18:00 | Dinamo Bukareszt            | 0:3 (20:25, 29:31, 23:25)               | Universitatea Cluj          |
| 29.11.2020                                                     | 19:30 | CSM Arcada Galați           | 3:0 (25:16, 25:17, 25:10)               | Universitatea Cluj          |
| KOLEJKA IV                                                     |       |                             |                                         |                             |
| Grupa 1 – Sala Sporturilor "Gheorghe Tadici", Zalău            |       |                             |                                         |                             |
| 04.12.2020                                                     | 14:00 | CSU Brașov                  | 0:3 (6:25, 11:25, 12:25)                | Universitatea Cluj          |
| 04.12.2020                                                     | 18:00 | CSS CNE LAPI Dej–SCM Zalău  | 2:3 (25:19, 25:14, 21:25, 14:25, 12:15) | Steaua Bukareszt            |
| 05.12.2020                                                     | 14:00 | Steaua Bukareszt            | 3:1 (21:25, 25:16, 25:20, 25:16)        | Știința Explorări Baia Mare |
| 05.12.2020                                                     | 18:00 | Universitatea Cluj          | 3:0 (25:21, 25:22, 25:23)               | CS UV Timișoara             |
| 06.12.2020                                                     | 14:00 | CSU Brașov                  | 0:3 (18:25, 9:25, 9:25)                 | Știința Explorări Baia Mare |
| 06.12.2020                                                     | 18:00 | CSS CNE LAPI Dej–SCM Zalău  | 3:0 (25:20, 25:19, 25:18)               | CS UV Timișoara             |
| Grupa 2 – Sala Sporturilor, Dej                                |       |                             |                                         |                             |
| 05.12.2020                                                     | 14:00 | SCMU Craiova                | 2:3 (28:26, 22:25, 23:25, 25:18, 8:15)  | Dinamo Bukareszt            |
| 05.12.2020                                                     | 18:00 | CSU Știința București       | 1:3 (21:25, 25:22, 24:26, 22:25)        | Unirea Dej                  |
| 06.12.2020                                                     | 14:00 | CSU Știința București       | 0:3 (18:25, 20:25, 15:25)               | CSM Arcada Galați           |
| 06.12.2020                                                     | 18:00 | Unirea Dej                  | 0:3 (15:25, 12:25, 18:25)               | SCMU Craiova                |
| KOLEJKA V                                                      |       |                             |                                         |                             |
| Grupa 1 – Sala Sporturilor "Gheorghe Tadici", Zalău            |       |                             |                                         |                             |
| 13.12.2020                                                     | 14:00 | CSU Știința București       | 3:0 (25:14, 25:9, 25:18)                | CSU Brașov                  |
| 13.12.2020                                                     | 18:00 | CSS CNE LAPI Dej–SCM Zalău  | 3:0 (25:16, 25:22, 25:18)               | Dinamo Bukareszt            |
| 14.12.2020                                                     | 14:00 | Dinamo Bukareszt            | 3:0 (25:16, 25:8, 25:8)                 | CSU Brașov                  |
| 14.12.2020                                                     | 18:00 | CSS CNE LAPI Dej–SCM Zalău  | 3:0 (25:21, 25:19, 25:15)               | CSU Știința București       |
| 15.12.2020                                                     | 14:00 | CSU Știința București       | 0:3 (23:25, 23:25, 19:25)               | Dinamo Bukareszt            |
| 15.12.2020                                                     | 18:00 | CSU Brașov                  | 0:3 (12:25, 9:25, 10:25)                | CSS CNE LAPI Dej–SCM Zalău  |
| Grupa 2 – Sala Sporturilor, Dej                                |       |                             |                                         |                             |
| 11.12.2020                                                     | 18:00 | Unirea Dej                  | 3:0 (25:19, 25:22, 25:21)               | Universitatea Cluj          |
| 12.12.2020                                                     | 18:00 | Steaua Bukareszt            | 3:1 (25:21, 18:25, 25:23, 26:24)        | Unirea Dej                  |
| 13.12.2020                                                     | 18:00 | Universitatea Cluj          | 1:3 (25:18, 14:25, 18:25, 25:27)        | Steaua Bukareszt            |
| Grupa 3 – Sala Polivalentă, Krajowa                            |       |                             |                                         |                             |
| 11.12.2020                                                     | 15:00 | SCMU Craiova                | 1:3 (25:22, 21:25, 17:25, 17:25)        | CSM Arcada Galați           |
| 11.12.2020                                                     | 18:30 | CS UV Timișoara             | 0:3 (21:25, 23:25, 15:25)               | Știința Explorări Baia Mare |
| 12.12.2020                                                     | 15:00 | CSM Arcada Galați           | 3:0 (25:18, 25:17, 25:22)               | Știința Explorări Baia Mare |
| 12.12.2020                                                     | 18:30 | SCMU Craiova                | 3:0 (25:12, 25:15, 25:17)               | CS UV Timișoara             |
| 13.12.2020                                                     | 15:00 | CSM Arcada Galați           | 3:0 (25:18, 25:14, 25:19)               | CS UV Timișoara             |
| 13.12.2020                                                     | 18:30 | Știința Explorări Baia Mare | 0:3 (18:25, 15:25, 8:25)                | SCMU Craiova                |
| KOLEJKA VI                                                     |       |                             |                                         |                             |
| Grupa 1 – Sala Sporturilor "Dunărea", Gałacz                   |       |                             |                                         |                             |
| 15.01.2021                                                     | 18:00 | CSM Arcada Galați           | 3:0 (25:16, 25:13, 25:16)               | CSS CNE LAPI Dej–SCM Zalău  |
| 16.01.2021                                                     | 18:00 | CSS CNE LAPI Dej–SCM Zalău  | 3:0 (25:19, 25:17, 25:16)               | Unirea Dej                  |
| 17.01.2021                                                     | 18:00 | CSM Arcada Galați           | 3:0 (25:14, 25:13, 25:20)               | Unirea Dej                  |
| Grupa 2 – Sala Sporturilor "Lascăr Pană", Baia Mare            |       |                             |                                         |                             |
| 15.01.2021                                                     | 18:00 | Știința Explorări Baia Mare | 3:0 (25:19, 25:13, 25:19)               | CSU Știința București       |
| 16.01.2021                                                     | 17:00 | CSU Știința București       | 2:3 (20:25, 23:25, 25:22, 25:21, 13:15) | Universitatea Cluj          |
| 17.01.2021                                                     | 18:00 | Știința Explorări Baia Mare | 3:1 (30:28, 22:25, 25:15, 25:15)        | Universitatea Cluj          |
| Grupa 3 – Sala Polivalentă, Krajowa                            |       |                             |                                         |                             |
| 16.01.2021                                                     | 18:00 | SCMU Craiova                | 3:0 (25:10, 25:11, 25:16)               | CSU Brașov                  |
| Grupa 4 – Sala Polivalentă Dinamo, Bukareszt                   |       |                             |                                         |                             |
| 15.01.2021                                                     | 14:00 | Dinamo Bukareszt            | 3:0 (25:12, 25:16, 25:19)               | CS UV Timișoara             |
| 16.01.2021                                                     | 12:00 | CS UV Timișoara             | 0:3 (18:25, 13:25, 16:25)               | Steaua Bukareszt            |
| 17.01.2021                                                     | 14:00 | Dinamo Bukareszt            | 3:0 (25:20, 26:24, 25:19)               | Steaua Bukareszt            |
| KOLEJKA VII                                                    |       |                             |                                         |                             |
| Grupa 1 – Sala Sporturilor "Gheorghe Tadici", Zalău            |       |                             |                                         |                             |
| 12.02.2021                                                     | 18:00 | CSS CNE LAPI Dej–SCM Zalău  | 3:0 (25:22, 25:21, 25:22)               | SCMU Craiova                |
| 13.02.2021                                                     | 18:00 | SCMU Craiova                | 3:0 (25:16, 25:14, 25:20)               | Universitatea Cluj          |
| 14.02.2021                                                     | 18:00 | CSS CNE LAPI Dej–SCM Zalău  | 3:0 (25:18, 25:15, 25:20)               | Universitatea Cluj          |
| Grupa 2 – Arena Romsilva Știința București, Bukareszt          |       |                             |                                         |                             |
| 13.02.2021                                                     | 12:00 | CSU Știința București       | 3:2 (26:24, 25:23, 21:25, 23:25, 15:8)  | CS UV Timișoara             |
| Grupa 3 – Sala Sporturilor "Dunărea", Gałacz                   |       |                             |                                         |                             |
| 12.02.2021                                                     | 15:00 | CSM Arcada Galați           | 3:0 (25:23, 25:22, 25:22)               | Steaua Bukareszt            |
| 13.02.2021                                                     | 18:30 | Steaua Bukareszt            | 3:0 (25:17, 25:17, 25:14)               | CSU Brașov                  |
| 14.02.2021                                                     | 11:00 | CSM Arcada Galați           | 3:0 (25:14, 25:12, 25:9)                | CSU Brașov                  |
| Grupa 4 – Sala Sporturilor "Lascăr Pană", Baia Mare            |       |                             |                                         |                             |
| 11.02.2021                                                     | 18:00 | Știința Explorări Baia Mare | 1:3 (25:23, 20:25, 20:25, 22:25)        | Unirea Dej                  |
| 12.02.2021                                                     | 17:00 | Unirea Dej                  | 0:3 (13:25, 12:25, 14:25)               | Dinamo Bukareszt            |
| 13.02.2021                                                     | 18:00 | Știința Explorări Baia Mare | 0:3 (19:25, 26:28, 13:25)               | Dinamo Bukareszt            |
| KOLEJKA VIII                                                   |       |                             |                                         |                             |
| Grupa 1 – Sala Sporturilor "Lascăr Pană", Baia Mare            |       |                             |                                         |                             |
| 27.02.2021                                                     | 17:00 | Știința Explorări Baia Mare | 0:3 (19:25, 21:25, 16:25)               | CSS CNE LAPI Dej–SCM Zalău  |
| Grupa 2 – Sala Polivalentă, Krajowa                            |       |                             |                                         |                             |
| 27.02.2021                                                     | 18:00 | SCMU Craiova                | 3:1 (25:22, 25:23, 23:25, 25:16)        | Steaua Bukareszt            |
| 28.02.2021                                                     | 18:00 | Steaua Bukareszt            | 3:0 (25:16, 25:12, 25:21)               | CSU Știința București       |
| 01.03.2021                                                     | 17:00 | SCMU Craiova                | 3:0 (25:13, 25:13, 25:13)               | CSU Știința București       |
| Grupa 3 – Sala Universității de Vest, Timișoara                |       |                             |                                         |                             |
| 26.02.2021                                                     | 17:00 | CS UV Timișoara             | 3:0 (25:15, 25:18, 25:18)               | CSU Brașov                  |
| 27.02.2021                                                     | 12:00 | CSU Brașov                  | 0:3 (19:25, 17:25, 10:25)               | Unirea Dej                  |
| 28.02.2021                                                     | 12:00 | CS UV Timișoara             | 0:3 (20:25, 17:25, 21:25)               | Unirea Dej                  |
| Grupa 4 – Sala Polivalentă Dinamo, Bukareszt                   |       |                             |                                         |                             |
| 26.02.2021                                                     | 15:00 | Dinamo Bukareszt            | 3:2 (25:23, 18:25, 17:25, 26:24, 15:9)  | CSM Arcada Galați           |
| 27.02.2021                                                     | 12:00 | CSM Arcada Galați           | 3:0 (25:19, 25:15, 25:19)               | Universitatea Cluj          |
| 28.02.2021                                                     | 12:00 | Dinamo Bukareszt            | 3:0 (25:18, 25:18, 25:13)               | Universitatea Cluj          |
| KOLEJKA IX                                                     |       |                             |                                         |                             |
| Grupa 1 – Sala "Mihai Viteazul", Bukareszt                     |       |                             |                                         |                             |
| 12.03.2021                                                     | 13:00 | CSU Brașov                  | 0:3 (13:25, 11:25, 12:25)               | Universitatea Cluj          |
| 12.03.2021                                                     | 17:00 | CSS CNE LAPI Dej–SCM Zalău  | 0:3 (16:25, 20:25, 21:25)               | Steaua Bukareszt            |
| 13.03.2021                                                     | 14:00 | Universitatea Cluj          | 3:0 (25:23, 25:22, 25:21)               | CS UV Timișoara             |
| 13.03.2021                                                     | 18:00 | Steaua Bukareszt            | 3:0 (25:20, 25:20, 25:17)               | Știința Explorări Baia Mare |
| 14.03.2021                                                     | 11:00 | CSU Brașov                  | 0:3 (18:25, 16:25, 10:25)               | Știința Explorări Baia Mare |
| 14.03.2021                                                     | 14:00 | CSS CNE LAPI Dej–SCM Zalău  | 3:0 (25:22, 25:14, 25:18)               | CS UV Timișoara             |
| Grupa 2 – Arena Romsilva Știința București, Bukareszt          |       |                             |                                         |                             |
| 12.03.2021                                                     | 15:00 | Dinamo Bukareszt            | 3:1 (25:19, 25:20, 17:25, 25:20)        | SCMU Craiova                |
| 12.03.2021                                                     | 18:00 | CSU Știința București       | 2:3 (25:27, 25:23, 25:23, 21:25, 13:15) | Unirea Dej                  |
| 13.03.2021                                                     | 14:00 | Unirea Dej                  | 1:3 (20:25, 26:24, 24:26, 18:25)        | SCMU Craiova                |
| 13.03.2021                                                     | 17:00 | CSU Știința București       | 0:3 (16:25, 22:25, 15:25)               | CSM Arcada Galați           |
| KOLEJKA X                                                      |       |                             |                                         |                             |
| Grupa 1 – Sala Polivalentă Dinamo, Bukareszt                   |       |                             |                                         |                             |
| 27.03.2021                                                     | 14:00 | Dinamo Bukareszt            | 3:0 (25:15, 25:14, 25:13)               | CSU Brașov                  |
| 27.03.2021                                                     | 17:00 | CSS CNE LAPI Dej–SCM Zalău  | 3:0 (25:18, 25:11, 25:12)               | CSU Știința București       |
| 28.03.2021                                                     | 14:00 | Dinamo Bukareszt            | 3:1 (19:25, 25:16, 25:20, 25:21)        | CSS CNE LAPI Dej–SCM Zalău  |
| 28.03.2021                                                     | 17:00 | CSU Brașov                  | 0:3 (14:25, 16:25, 10:25)               | CSU Știința București       |
| 29.03.2021                                                     | 10:00 | CSS CNE LAPI Dej–SCM Zalău  | 3:0 (25:13, 25:14, 25:7)                | CSU Brașov                  |
| 29.03.2021                                                     | 14:00 | CSU Știința București       | 0:3 (22:25, 11:25, 19:25)               | Dinamo Bukareszt            |
| Grupa 2 – Sala Sporturilor "Horia Demian", Kluż-Napoka         |       |                             |                                         |                             |
| 27.03.2021                                                     | 17:00 | Universitatea Cluj          | 0:3 (21:25, 14:25, 10:25)               | Steaua Bukareszt            |
| 28.03.2021                                                     | 17:00 | Steaua Bukareszt            | 3:0 (25:16, 25:15, 25:20)               | Unirea Dej                  |
| 29.03.2021                                                     | 18:00 | Universitatea Cluj          | 0:3 (15:25, 20:25, 18:25)               | Unirea Dej                  |
| Grupa 3 – Sala Sporturilor "Dunărea", Gałacz                   |       |                             |                                         |                             |
| 26.03.2021                                                     | 17:00 | CSM Arcada Galați           | 3:1 (25:15, 25:21, 20:25, 25:20)        | SCMU Craiova                |
| 26.03.2021                                                     | 20:00 | Știința Explorări Baia Mare | 3:1 (25:18, 22:25, 25:22, 25:19)        | CS UV Timișoara             |
| 27.03.2021                                                     | 14:00 | SCMU Craiova                | 3:0 (25:15, 25:14, 25:15)               | CS UV Timișoara             |
| 27.03.2021                                                     | 17:00 | CSM Arcada Galați           | 3:0 (26:24, 25:19, 25:9)                | Știința Explorări Baia Mare |
| 28.03.2021                                                     | 12:00 | CS UV Timișoara             | 0:3 (10:25, 15:25, 20:25)               | CSM Arcada Galați           |
| 28.03.2021                                                     | 15:00 | Știința Explorări Baia Mare | 0:3 (19:25, 16:25, 16:25)               | SCMU Craiova                |

### Tabela
| Lp. | Drużyna                     | Pkt | Mecze | Mecze | Mecze | Rodzaj wyniku | Rodzaj wyniku | Rodzaj wyniku | Rodzaj wyniku | Rodzaj wyniku | Rodzaj wyniku | Sety | Sety | Sety  | Małe punkty | Małe punkty | Małe punkty |
| Lp. | Drużyna                     | Pkt | M     | W     | P     | 3:0           | 3:1           | 3:2           | 2:3           | 1:3           | 0:3           | wyg. | prz. | stos. | zdob.       | str.        | stos.       |
| --- | --------------------------- | --- | ----- | ----- | ----- | ------------- | ------------- | ------------- | ------------- | ------------- | ------------- | ---- | ---- | ----- | ----------- | ----------- | ----------- |
| 1   | CSM Arcada Galați           | 55  | 20    | 18    | 2     | 15            | 3             | 0             | 1             | 1             | 0             | 57   | 9    | 6.33  | 1606        | 1135        | 1.41        |
| 2   | CSS CNE LAPI Dej–SCM Zalău  | 46  | 20    | 15    | 5     | 14            | 1             | 0             | 1             | 1             | 3             | 48   | 16   | 3     | 1502        | 1158        | 1.3         |
| 3   | Steaua Bukareszt            | 46  | 20    | 16    | 4     | 9             | 5             | 2             | 0             | 2             | 2             | 50   | 21   | 2.38  | 1649        | 1351        | 1.22        |
| 4   | SCMU Craiova                | 44  | 20    | 14    | 6     | 11            | 3             | 0             | 2             | 3             | 1             | 49   | 21   | 2.33  | 1655        | 1328        | 1.25        |
| 5   | Dinamo Bukareszt            | 44  | 20    | 15    | 5     | 10            | 3             | 2             | 1             | 1             | 3             | 48   | 22   | 2.18  | 1620        | 1399        | 1.16        |
| 6   | Unirea Dej                  | 31  | 20    | 11    | 9     | 5             | 4             | 2             | 0             | 2             | 7             | 35   | 35   | 1     | 1400        | 1530        | 0.92        |
| 7   | Universitatea Cluj          | 22  | 20    | 8     | 12    | 6             | 0             | 2             | 0             | 3             | 9             | 27   | 40   | 0.68  | 1380        | 1439        | 0.96        |
| 8   | Știința Explorări Baia Mare | 18  | 20    | 6     | 14    | 4             | 2             | 0             | 0             | 4             | 10            | 22   | 44   | 0.5   | 1236        | 1496        | 0.83        |
| 9   | CSU Știința București       | 17  | 20    | 5     | 15    | 4             | 0             | 1             | 3             | 2             | 10            | 23   | 47   | 0.49  | 1392        | 1457        | 0.96        |
| 10  | CS UV Timișoara             | 7   | 20    | 2     | 18    | 2             | 0             | 0             | 1             | 2             | 15            | 10   | 54   | 0.19  | 1100        | 1537        | 0.72        |
| 11  | CSU Brașov                  | 0   | 20    | 0     | 20    | 0             | 0             | 0             | 0             | 0             | 20            | 0    | 60   | 0     | 790         | 1500        | 0.53        |

Źródło: FRVolei (rum.) / FRVolei – Data Project (rum.)
Punktacja: 3:0 i 3:1 – 3 pkt; 3:2 – 2 pkt; 2:3 – 1 pkt; 1:3 i 0:3 – 0 pkt
Zasady ustalania kolejności: 1. liczba punktów; 2. stosunek setów; 3. stosunek małych punktów; 4. bilans w bezpośrednich meczach
     Druga faza – grupa I
     Druga faza – grupa II
     Druga faza – grupa III

## Druga faza

### Grupa I

#### Tabela wyników
| Gospodarz \ Gość1          | ARC | ZLĂ | STE | CRA |
| -------------------------- | --- | --- | --- | --- |
| CSM Arcada Galați          | -   | 1:3 | 3:1 | 2:3 |
| CSS CNE LAPI Dej–SCM Zalău | 0:3 | -   | 3:0 | 3:2 |
| Steaua Bukareszt           | 2:3 | 2:3 | -   | 1:3 |
| SCMU Craiova               | 1:3 | 3:1 | 3:1 | -   |

Źródło: FRVolei – Data Project (rum.)
1 Drużyna gospodarzy jest wymieniona po lewej stronie tabeli.
Kolory:
  zwycięstwo gospodarzy 3:0 lub 3:1
  zwycięstwo gospodarzy 3:2
  zwycięstwo gości 3:0 lub 3:1
  zwycięstwo gości 3:2

#### Terminarz i wyniki spotkań
| Data                                                  | Godz. | Gospodarz                  | Rezultat                                | Gość                       |
| ----------------------------------------------------- | ----- | -------------------------- | --------------------------------------- | -------------------------- |
| TURNIEJ 1 – Sala Sporturilor "Gheorghe Tadici", Zalău |       |                            |                                         |                            |
| 08.04.2021                                            | 14:00 | CSM Arcada Galați          | 2:3 (13:25, 25:22, 16:25, 25:19, 15:17) | SCMU Craiova               |
| 08.04.2021                                            | 18:00 | CSS CNE LAPI Dej–SCM Zalău | 3:0 (25:21, 25:15, 25:17)               | Steaua Bukareszt           |
| 09.04.2021                                            | 14:00 | SCMU Craiova               | 3:1 (25:19, 21:25, 25:23, 25:23)        | Steaua Bukareszt           |
| 09.04.2021                                            | 18:00 | CSM Arcada Galați          | 1:3 (22:25, 25:22, 22:25, 23:25)        | CSS CNE LAPI Dej–SCM Zalău |
| 10.04.2021                                            | 14:00 | CSS CNE LAPI Dej–SCM Zalău | 3:2 (25:22, 21:25, 25:19, 18:25, 15:11) | SCMU Craiova               |
| 10.04.2021                                            | 18:00 | Steaua Bukareszt           | 2:3 (25:21, 23:25, 25:17, 19:25, 12:15) | CSM Arcada Galați          |
| TURNIEJ 2 – Sala Sporturilor "Dunărea", Gałacz        |       |                            |                                         |                            |
| 15.04.2021                                            | 14:00 | CSS CNE LAPI Dej–SCM Zalău | 3:2 (13:25, 22:25, 25:14, 25:20, 15:12) | Steaua Bukareszt           |
| 15.04.2021                                            | 18:00 | CSM Arcada Galați          | 3:1 (23:25, 25:19, 25:12, 26:24)        | SCMU Craiova               |
| 16.04.2021                                            | 15:00 | CSM Arcada Galați          | 3:0 (25:15, 25:17, 25:17)               | CSS CNE LAPI Dej–SCM Zalău |
| 16.04.2021                                            | 18:00 | SCMU Craiova               | 3:1 (25:23, 21:25, 29:27, 25:23)        | Steaua Bukareszt           |
| 17.04.2021                                            | 11:00 | CSS CNE LAPI Dej–SCM Zalău | 1:3 (25:17, 15:25, 17:25, 21:25)        | SCMU Craiova               |
| 17.04.2021                                            | 14:00 | Steaua Bukareszt           | 1:3 (19:25, 18:25, 25:21, 23:25)        | CSM Arcada Galați          |

#### Tabela
| Lp. | Drużyna                    | Pkt | Mecze | Mecze | Mecze | Rodzaj wyniku | Rodzaj wyniku | Rodzaj wyniku | Rodzaj wyniku | Rodzaj wyniku | Rodzaj wyniku | Sety | Sety | Sety  | Małe punkty | Małe punkty | Małe punkty |
| Lp. | Drużyna                    | Pkt | M     | W     | P     | 3:0           | 3:1           | 3:2           | 2:3           | 1:3           | 0:3           | wyg. | prz. | stos. | zdob.       | str.        | stos.       |
| --- | -------------------------- | --- | ----- | ----- | ----- | ------------- | ------------- | ------------- | ------------- | ------------- | ------------- | ---- | ---- | ----- | ----------- | ----------- | ----------- |
| 1   | CSM Arcada Galați (M)      | 67  | 26    | 22    | 4     | 16            | 5             | 1             | 2             | 2             | 0             | 72   | 19   | 3.79  | 2165        | 1658        | 1.31        |
| 2   | CSS CNE LAPI Dej–SCM Zalău | 56  | 26    | 19    | 7     | 15            | 2             | 2             | 1             | 2             | 4             | 61   | 27   | 2.26  | 2005        | 1668        | 1.2         |
| 3   | SCMU Craiova               | 56  | 26    | 18    | 8     | 11            | 6             | 1             | 3             | 4             | 1             | 64   | 32   | 2     | 2233        | 1891        | 1.18        |
| 4   | Steaua Bukareszt           | 48  | 26    | 16    | 10    | 9             | 5             | 2             | 2             | 5             | 3             | 57   | 39   | 1.46  | 2175        | 1921        | 1.13        |

Źródło: FRVolei (rum.) / FRVolei – Data Project (rum.)
Punktacja: 3:0 i 3:1 – 3 pkt; 3:2 – 2 pkt; 2:3 – 1 pkt; 1:3 i 0:3 – 0 pkt
Zasady ustalania kolejności: 1. liczba punktów; 2. stosunek setów; 3. stosunek małych punktów; 4. bilans w bezpośrednich meczach
Legenda: M – mistrzostwo Rumunii

### Grupa II

#### Tabela wyników
| Gospodarz \ Gość1           | DBU | DEJ | U-CLU | ŞTI |
| --------------------------- | --- | --- | ----- | --- |
| Dinamo Bukareszt            | -   | 3:0 | 3:0   | 3:0 |
| Unirea Dej                  | 0:3 | -   | 3:2   | 0:3 |
| Universitatea Cluj          | 0:3 | 3:0 | -     | 1:3 |
| Știința Explorări Baia Mare | 0:3 | 3:2 | 3:0   | -   |

Źródło: FRVolei – Data Project (rum.)
1 Drużyna gospodarzy jest wymieniona po lewej stronie tabeli.
Kolory:
  zwycięstwo gospodarzy 3:0 lub 3:1
  zwycięstwo gospodarzy 3:2
  zwycięstwo gości 3:0 lub 3:1
  zwycięstwo gości 3:2

#### Terminarz i wyniki spotkań
| Data                                                       | Godz. | Gospodarz                   | Rezultat                                | Gość                        |
| ---------------------------------------------------------- | ----- | --------------------------- | --------------------------------------- | --------------------------- |
| TURNIEJ 1 – Sala Sporturilor, Dej                          |       |                             |                                         |                             |
| 08.04.2021                                                 | 14:00 | Dinamo Bukareszt            | 3:0 (25:18, 25:21, 25:13)               | Știința Explorări Baia Mare |
| 08.04.2021                                                 | 17:00 | Unirea Dej                  | 3:2 (21:25, 24:26, 25:20, 25:14, 15:13) | Universitatea Cluj          |
| 09.04.2021                                                 | 14:00 | Știința Explorări Baia Mare | 3:0 (26:24, 25:19, 25:15)               | Universitatea Cluj          |
| 09.04.2021                                                 | 17:00 | Dinamo Bukareszt            | 3:0 (25:14, 25:18, 25:21)               | Unirea Dej                  |
| 10.04.2021                                                 | 11:00 | Universitatea Cluj          | 0:3 (17:25, 15:25, 21:25)               | Dinamo Bukareszt            |
| 10.04.2021                                                 | 14:00 | Unirea Dej                  | 0:3 (24:26, 11:25, 18:25)               | Știința Explorări Baia Mare |
| TURNIEJ 2 – Sala Sporturilor "Unirea Dobroești", Dobroești |       |                             |                                         |                             |
| 15.04.2021                                                 | 11:00 | Dinamo Bukareszt            | 3:0 (26:24, 25:23, 25:12)               | Știința Explorări Baia Mare |
| 15.04.2021                                                 | 13:00 | Unirea Dej                  | 0:3 (17:25, 14:25, 23:25)               | Universitatea Cluj          |
| 16.04.2021                                                 | 11:00 | Știința Explorări Baia Mare | 3:1 (26:24, 25:13, 23:25, 25:20)        | Universitatea Cluj          |
| 16.04.2021                                                 | 13:00 | Dinamo Bukareszt            | 3:0 (25:16, 25:19, 25:19)               | Unirea Dej                  |
| 17.04.2021                                                 | 11:00 | Unirea Dej                  | 2:3 (25:22, 25:23, 12:25, 19:25, 17:19) | Știința Explorări Baia Mare |
| 17.04.2021                                                 | 13:00 | Universitatea Cluj          | 0:3 (22:25, 16:25, 23:25)               | Dinamo Bukareszt            |

#### Tabela
| Lp. | Drużyna                     | Pkt | Mecze | Mecze | Mecze | Rodzaj wyniku | Rodzaj wyniku | Rodzaj wyniku | Rodzaj wyniku | Rodzaj wyniku | Rodzaj wyniku | Sety | Sety | Sety  | Małe punkty | Małe punkty | Małe punkty |
| Lp. | Drużyna                     | Pkt | M     | W     | P     | 3:0           | 3:1           | 3:2           | 2:3           | 1:3           | 0:3           | wyg. | prz. | stos. | zdob.       | str.        | stos.       |
| --- | --------------------------- | --- | ----- | ----- | ----- | ------------- | ------------- | ------------- | ------------- | ------------- | ------------- | ---- | ---- | ----- | ----------- | ----------- | ----------- |
| 1   | Dinamo Bukareszt            | 62  | 26    | 21    | 5     | 16            | 3             | 2             | 1             | 1             | 3             | 66   | 22   | 3     | 2071        | 1731        | 1.2         |
| 2   | Unirea Dej                  | 34  | 26    | 12    | 14    | 5             | 4             | 3             | 1             | 2             | 11            | 40   | 52   | 0.77  | 1822        | 2043        | 0.89        |
| 3   | Știința Explorări Baia Mare | 29  | 26    | 10    | 16    | 6             | 3             | 1             | 0             | 4             | 12            | 34   | 53   | 0.64  | 1712        | 1938        | 0.88        |
| 4   | Universitatea Cluj          | 26  | 26    | 9     | 17    | 7             | 0             | 2             | 1             | 4             | 12            | 33   | 55   | 0.6   | 1807        | 1928        | 0.94        |

Źródło: FRVolei (rum.) / FRVolei – Data Project (rum.)
Punktacja: 3:0 i 3:1 – 3 pkt; 3:2 – 2 pkt; 2:3 – 1 pkt; 1:3 i 0:3 – 0 pkt
Zasady ustalania kolejności: 1. liczba punktów; 2. stosunek setów; 3. stosunek małych punktów; 4. bilans w bezpośrednich meczach

### Grupa III

#### Tabela wyników
| Gospodarz \ Gość1     | ŞTB | TMŞ | BRŞ |
| --------------------- | --- | --- | --- |
| CSU Știința București | -   | 3:0 | 3:0 |
| CS UV Timișoara       | 3:0 | -   | 3:0 |
| CSU Brașov            | 0:3 | 1:3 | -   |

Źródło: FRVolei – Data Project (rum.)
1 Drużyna gospodarzy jest wymieniona po lewej stronie tabeli.
Kolory:
  zwycięstwo gospodarzy 3:0 lub 3:1
  zwycięstwo gospodarzy 3:2
  zwycięstwo gości 3:0 lub 3:1
  zwycięstwo gości 3:2

#### Terminarz i wyniki spotkań
| Data                                                    | Godz. | Gospodarz             | Rezultat                        | Gość                  |
| ------------------------------------------------------- | ----- | --------------------- | ------------------------------- | --------------------- |
| TURNIEJ 1 – Sala Universității de Vest, Timișoara       |       |                       |                                 |                       |
| 09.04.2021                                              | 17:00 | CS UV Timișoara       | 3:0 (25:22, 25:18, 25:21)       | CSU Știința București |
| 10.04.2021                                              | 12:00 | CSU Știința București | 3:0 (25:15, 25:15, 25:13)       | CSU Brașov            |
| 11.04.2021                                              | 12:00 | CS UV Timișoara       | 3:0 (25:15, 25:16, 25:17)       | CSU Brașov            |
| TURNIEJ 2 – Arena Romsilva Știința București, Bukareszt |       |                       |                                 |                       |
| 16.04.2021                                              | 13:00 | CSU Știința București | 3:0 (25:19, 25:16, 25:23)       | CS UV Timișoara       |
| 17.04.2021                                              | 12:00 | CS UV Timișoara       | 3:1 (25:20, 23:25, 25:8, 25:16) | CSU Brașov            |
| 18.04.2021                                              | 12:00 | CSU Știința București | 3:0 (25:13, 25:19, 25:17)       | CSU Brașov            |

#### Tabela
| Lp. | Drużyna               | Pkt | Mecze | Mecze | Mecze | Rodzaj wyniku | Rodzaj wyniku | Rodzaj wyniku | Rodzaj wyniku | Rodzaj wyniku | Rodzaj wyniku | Sety | Sety | Sety  | Małe punkty | Małe punkty | Małe punkty |
| Lp. | Drużyna               | Pkt | M     | W     | P     | 3:0           | 3:1           | 3:2           | 2:3           | 1:3           | 0:3           | wyg. | prz. | stos. | zdob.       | str.        | stos.       |
| --- | --------------------- | --- | ----- | ----- | ----- | ------------- | ------------- | ------------- | ------------- | ------------- | ------------- | ---- | ---- | ----- | ----------- | ----------- | ----------- |
| 1   | CSU Știința București | 26  | 24    | 8     | 16    | 7             | 0             | 1             | 3             | 2             | 11            | 32   | 50   | 0.64  | 1678        | 1682        | 1           |
| 2   | CS UV Timișoara       | 16  | 24    | 5     | 19    | 4             | 1             | 0             | 1             | 2             | 16            | 19   | 58   | 0.33  | 1406        | 1790        | 0.79        |
| 3   | CSU Brașov            | 0   | 24    | 0     | 24    | 0             | 0             | 0             | 0             | 1             | 23            | 1    | 72   | 0.01  | 999         | 1823        | 0.55        |

Źródło: FRVolei (rum.) / FRVolei – Data Project (rum.)
Punktacja: 3:0 i 3:1 – 3 pkt; 3:2 – 2 pkt; 2:3 – 1 pkt; 1:3 i 0:3 – 0 pkt
Zasady ustalania kolejności: 1. liczba punktów; 2. stosunek setów; 3. stosunek małych punktów; 4. bilans w bezpośrednich meczach
     Spadek do Divizia A2

## Klasyfikacja końcowa
| Lp. | Drużyna                     |
| --- | --------------------------- |
| 1.  | CSM Arcada Galați           |
| 2.  | CSS CNE LAPI Dej–SCM Zalău  |
| 3.  | SCMU Craiova                |
| 4.  | Steaua Bukareszt            |
| 5.  | Dinamo Bukareszt            |
| 6.  | Unirea Dej                  |
| 7.  | Știința Explorări Baia Mare |
| 8.  | Universitatea Cluj          |
| 9.  | CSU Știința București       |
| 10. | CS UV Timișoara             |
| 11. | CSU Brașov                  |

     Eliminacje Ligi Mistrzów 2021/2022
     Puchar CEV 2021/2022
     Puchar Challenge 2021/2022
     Spadek do Divizia A2
Uwaga: Dinamo Bukareszt uzyskał prawo gry w Pucharze CEV jako zdobywca Pucharu Rumunii.